# Lepilemur petteri
Lepilemur petteri, lémur saltador de Petter, es una especie de mamífero primate de la familia Lepilemuridae. Como todos los lémures es endémico de la isla de Madagascar y se distribuye al suroeste de la isla, en la región de Beza-Mahafaly, entre los ríos Onilahy y Linta.
Pesa 630 gramos y su cuerpo mide 23 cm y la cola 24. Es de color marrón a marrón grisáceo por el dorso y gris blancuzco por el vientre. La cara es gris con manchas más claras alrededor de los ojos y en la barbilla. Las orejas están bordeadas de negro.
Su hábitat es el matorral xerófilo, así como bosques galería. De hábitos arbóreos y nocturnos, pasa la mitad de la noche descansando o acicalándose, un tercio alimentándose y un 10% desplazándose. Se desplaza menos y descansa más en la estación fría y seca. Las relaciones sociales, incluyendo vocalizaciones, solo ocupan un 5% de la actividad nocturna. Suele moverse por las copas de los árboles, algo más abajo si hay luna llena. Se alimenta de hojas.
Su estatus en la Lista Roja de la UICN es de «Vulnerable».